# Милграмов експеримент
Милграмов експеримент је низ социјално психолошких експеримената, који су први пут спроведени 1961. у Њу Хејвену. Експеримент је развио психолог Стенли Милграм са намером да тестира спремност просечних особа да се супротстави наредбама ауторитативне особе које крше властита морална начела или су у супротности с њиховом савешћу.
Милграмов експеримент је првобитно развијен у потрази за социјално психолошким објашњењем злочина из доба нацизма. Експеримент је почео три месеца након почетка суђења немачком нацистичком ратном злочинцу Адолфу Ајхману у Јерусалиму.
Експеримент је требало да одговори на питање „Да ли је могуће да су Ајхман и милион његових саучесника у холокаусту само извршавали наређења?‟ и да провери
теорију „Немци су другачији‟ која се темељила на претпоставци да Немци имају особеност посебне послушности према надређенима.
Експерименти су довели до шокантног закључка. Знатан број особа су обављале оно што се тражило од њих, и нису се супротставили приговорима савести, док се чинило да наредбе долазе од легитимних ауторитета.
У наредним годинама експерименти су поновљени много пута са конзистентним резултатима у различитим друштвима, мада не са истим процентима широм света.

## Ток експеримента
У сваком експерименту учествовале су три особе. Експериментатор, по један наивни субјект (стварни субјект истраживања) и један сарадник експериментатора. Наивни субјект је веровао да је сарадник експериментатора такође стварни учесник експеримента, коме је на основу жреба додељена улога ученика, онога који треба да учи низ парова речи. Стварни субјект је добијао улогу „учитеља“ који има задатак да „ученику“ прочита листу са паровима речи (нпр. плава – кутија, леп – дан, дивља – гуска) и да потом провери знање „ученика“. У фази провере знања „учитељ“ је читао плаво: небо-мастило-кутија-лампа, а „ученик“ је требало да назначи која је од четири речи била раније спарена с речи плаво. Ако би „ученик“ погрешио, „учитељ“ је по инструкцијама које је добио морао да га казни давањем електрошока. За давање електрошокова субјект је имао на располагању генератор шока који је на својој табли имао 30 прекидача, полуга у водоравном низу. Сваки прекидач је имао јасну ознаку волтаже, почев од 15 до 450 волти. Са сваком грешком коју „ученик“ направи требало је за 15 волти повећати интензитет струјног удара – код прве грешке се давао удар од 15 волти. „Ученици“ су добили инструкцију да праве велики број грешака – три погрешна на један исправан одговор. „Ученик“, који је у неким варијантама основног експеримента био у другој просторији, чврсто привезан за столицу и повезан са електродама, а са стварним субјектом комуницирао преко интеркома, није реално примао ударе електричне струје. Прави испитаници, међутим, нису могли знати да је реч о обмани јер су њима емитоване унапред снимљене жалбе „ученика“, који се није жалио све док не би добио удар од 75 волти. Тада би се зачуло његово гунђање. На 120 волти би се чуо протест да су шокови стварно болни, а на шок од 135 волти болно стењање. Почев од 150 волти „учитељ“ је имао прилику да чује инсистирање „ученика“ да га пусте и да више не жели да учествује у експерименту, а на 300 волти да више неће да одговара. Од те волтаже пар пута се чују крици и од 330 волти до „учитеља“ не допире никакав одговор нити жалба.
Реакције „ученика“ су биле кључни елемент ове лабораторијске ситуације јер оне треба да убеде стварног субјекта да је „ученик“ жртва шокова. У пилотском истраживању „ученик“ се није жалио и није ни на који начин реаговао на кажњавање. У одсуству жалби готово сваки учесник у експерименту је ишао до краја, задавао је шокове од 450 волти. Чак су и благе притужбе које су коришћене у каснијем пилотском истраживању биле недовољне да наведу испитанике да не прати налоге експериментатора. Ако би се испитаник после тобожњих реакција „ученика“ двоумио да ли да укључи генератор шока или не, експериментатор му је издавао вербални налог да то учини. Постојала су четири подстрека које је субјект добијао од експериментатора:
1. Молим вас, наставите;
2. Експеримент захтева да наставите;
3. Апсолутно је неопходно да наставите;
4. Немате другог избора, морате наставити.

Вербални подстреци, ако је за њима било потребе, коришћени су строго по том редоследу. Ови подстицаји су се давали кад „учитељ“ покаже нећкање. Експеримент је био завршен када је два пута дата највећа вредност електрошока (450 волти) или када је учитељ и након подстицаја одбија да настави са експериментом. Ако би субјект и после четвртог подстрека одбијао да настави, експеримент се завршавао. Експериментатор је такође давао посебне подстицаје ако би „учитељ“ постављао одређена питања. Ако би „учитељ“ питао да ли ће „ученик“ сносити трајно физичко оштећење, експериментатор би одговарао са: „Иако шокови могу бити болни, не постоји трајно оштећење ткива, стога молим вас наставите.“ Ако би „учитељ“ рекао да „ученик“ очигледно не жели да настави, експериментатор би одговорио: "Да ли ученик жели или не је неважно, морате наставити док није научио све парове речи правилно, тако да молим вас наставите.”

## Резултати
Пре него што је експеримент започет Милграм је питао четрнаест студента психологије са четврте година студија на Јејл универзитету да предвиди понашање сто хипотетичких „учитеља“. Већина испитаника је веровала да врло мали број „учитеља“ ће бити спреман да по налогу експериментатора нанесе највећи напон. Милграм је такође неформално анкетирао своје колеге и утврдио да и они, такође, верују да ће врло мало субјекта бити спремно да пусти најјаче ударе. Милграм је испитао и четрдесет психијатара са медицинског факултета, који су веровали да до десетог шока, када „ученик“ захтев да буде ослобођен, већина субјекта ће престати експеримент, док код шока од 300 волти, када „ученик“ одбија да одговори, само 3,73% испитаника би и даље наставило. Веровали су да би само нешто више од једне десетине једног процента испитаника пустило најјаче ударе.
Стварни исходи експеримента били су изненађујући, око 60% испитаника ишло је до краја, мада су преко интеркома могли да чују крике и агонију особе из друге собе, што им је тешко падало. У једном од протокола је записано да је озбиљан и уравнотежен пословни човек који је ушао у лабораторију са осмехом и самоувереним држањем кроз двадесетак минута био на ивици „нервног слома“, молећи да се са експериментом престане, па ипак се покоравао захтеву експериментатора и остао послушан до краја. Субјекти су били у конфликтној ситуацији јер су морали да бирају између
послушности легитимном ауторитету експериментатора и моралног захтева који су слушали од детињства – да не смеју наносити зло другим, сасвим недужним људима. Реакције већине учесника у експерименту јасно су доказивале њихово чврсто уверење да су „ученику“ задали болне и врло штетне шокове. Резултати серије експеримената показали су запањујуће високу спремност, иначе по свему нормалних људи, да послушају захтев ауторитета који од њих тражи да поступају на начин који се коси с моралним нормама. Видљиве особине експериментатора и „ученика“ нису имале знатнијег утицаја на ниво показане послушности испитаника. Једнак степен послушности био је и онда када је жртва деловала благо и онда када је одавала утисак грубе особе. Поред тога, жене су демонстрирале исти степен послушности као и мушкарци, мада се напетост када су извршавале све суровије налоге експериментатора код њих очигледније испољавала него код мушкараца.
Милграм је експеримент поновио на 18 различитих група испитаника и резултат је увек био исти.
Од укупног броја учесника експеримента ⅔ учесника ишли су чак и до 450 волти, а сви учесници су ишли до 300 волти.
Када је достигнута јачина од 300 волти, учесници би ударали главом о зид и преклињали да буду пуштени. Међутим већина њих се придржавала команди експеримента упркос оштрој нелагодности. Ниједна особа није престала пре администрирања шока двадесетог нивоа. На команду истраживача више од четрдесет њих је отишло изван очекивања истраживача.
Резултати експеримента се огледају у томе како особа прихвата ситуацију, знацима екстремне напетости и дистрибуцији резултата.
 Знаци екстремне напетости 
Многи субјекти показали су знаке нервозе у експерименталним ситуацијама и посебно након примене моћних шокова. У великом броју случајева степен напетости је био толико екстреман да је то јако ретко виђано у социопатолошким лабораторијским студијама. Субјекти су били посматрани док су се знојили, дрхтали, гризли усне, гризли своје нокте до меса. Ово су више била карактеристична него њихова појединачна реаговања на експеримент.
Један знак напетости био је уобичајени смех на нервној бази. Четрнаест од четрдесет субјеката показало је овакав смех и осмех. Смех је звучао нестварно, бизарно. Три субјекта показала су потпуно неконтролисан смех. Једном приликом посматран је неконтролисан, насилан смех да су морали да прекину цео експеримент.
Субјекат, четрдесетшестогодишњи продавац енциклопедија, био је озбиљно осрамоћен својим непристојним и неконтролисаним понашањем. У после-експерименталним интервјуима, субјекти су трпели болове да би показали да нису садистички типови и да смех није значио да они уживају у шокирању.
Што се тиче степена казне, учитељима је било на располагању тридесет дугмића са различитим напоном који је био у распону од 15 до 450 волти. Ученици би у зависности од јачине струје показивали различите степене бола. Поједини су се након јачих удара жалили на срчане тегобе и бол у грудима.
Од 40 субјеката, 5 субјеката је одбило да поштује експерименталне команде изван тристотног волтног нивоа. Још 4 особе су подносиле струјни удар од 315 волти, али су одбиле да наставе. Два су прекинула на 330 волти, и по један на 345, 360 и 375 волти. Тако да је укупно 14 особа напустило експеримент. Они су били често узнемирени па чак и у љутитом стању. Понекад, вербални протести су били минимални, али особа некад устане са столице испред генератора и изразито тражи да напусти лабораторију.
Од 40 особа, њих 26 су поштовали наредбе експеримента све до краја, настављајући да кажњавају жртву све док нису стигли до последњег, најснажнијег шока на генератору. Најснажнији шок на генератору до кога су и они заправо стигли, износио је 450 волти.
Сличне овакве резултате, Милграм је добијао у многим другим истраживањима које је спроводио како би потврдио закључке овог експеримента. Дакле, људи прихватају наредбе и сугестије људи за које верују да имају морални, политички, законски или неки други ауторитет и раде оно што им се каже, без много размишљања и личног преиспитивања тих поступака.
Најбољи примери оваквог понашања у свакодневном животу су:
- поступање и поштовање сваке речи свештеног лица у цркви, не преиспитујући да ли је то у складу са моралним, религијским или било којим другим нормама (ако нам ђакон у цркви донесе икону и поред тацну са неколико хиљада динара и ми ћемо извадити и ставити нашу хиљадарку).

Све ово иде у прилог следећем, што уједно представља и закључке овог експеримента да обични људи имају тенденцију да прате наредбе од стране ауторитета иако се оне не поклапају са њиховим личним мишљењем.

## Критика

### Етика
Милграмов експеримент је наишао на етичке критике због излагања субјеката претераном стресу и напетости. У Милграмову одбрану, 84% анкетираних учесника се касније изјаснило да им је „драго" или „веома драго" што је учествовао док је 15% остало неутрално. Шест година касније (у јеку Вијетнамског рата), један од учесника експеримента послао је писмо Милграму, објашњавајући зашто му је драго да је учествовао упркос стресу.
Милграм је тврдио да етички критика коју је изазвао својим експериментима резултат његових узнемирујућих открића о истини људске природе.

### Обмана учесника
Учесници су веровали да је овај експеримент био о процесу учења и веровали су да су стварно нанели шокове на “Ученика”.

### Психичке последице
Током експеримента, учесници су показивали знаке стреса, као сто су муцање, нервозно смејање, знојење руку, итд.

### Узорак учесника
Учесници су били сви мушкарци одређене старосне групе.

### Примене на Холокауст
Сам Милграм је доста напора уложио да повуче паралеле између послушности у лабораторији и понашања главешина нацистичке Немачке и обичних немачких грађана. Притом се позивао и на ставове Хана Арент о Ајхману која је оповргавала тврдње тужилаштва у Јерусалиму да је Ајхман садистичка, изопачена личност. У исто време када је Милграм изводио своје експерименте
о послушности Хана Арент је пратила суђење Ајхману које се одвијало у Јерусалиму. Према Арентовој, Ајхман није показивао никакве знаке менталне болести или поремећаја личности, нити је гајио антисемитске или расистичке ставове. По њеном тумачењу овде је реч о баналности зла, не о чиновима социопата и фанатика већ о актима нормалних особа које верују у нормалност и оправданост својих поступака. Ајхман је просто деловао као ефикасни бирократа, поступајући према наређењима, не размишљајући много о последицама које оне имају по жртве. Према Милграмовим анализама неке теме се понављају када се испитују различити примери екстремне послушности у стварном друштвеном животу, као што су: амерички злочини у Вијетнаму, поступање чувара у концентрационим логорима које је организовала нацистичка Немачка и др. Увек једна група људи извршавајући налоге надређених своје поступке посматра као техничку ствар привремено суспендујући сопствене моралне обзире, одговорност се пребацује на надређеног или на неку вишу инстанцу, поступци се раздвајају од личних осећања и налазе се оправдања у неком вишем циљу, а оданост, дужност и дисциплина у извршавању окрутних дела опажају се као предуслови за опстанак друштвеног система. Да би се избегло размишљање о моралним импликацијама (зло)дела користе се разни еуфемизми или се о извршеном делу не говори чак ни у кругу саучесника.

## Али? (Да ли је било етичких фактора према којима је он добро поступио?)
Милграм је одрадио „дебрифинг“ на крају експеримента и објаснио учесницима његов прави мотив и да они стварно нису повредили “Ученика”. чак је њих 83,7% изјавило, на крају експеримента да су задовољни и да им је драго што су учествовали. Учесници ни у једном тренутку нису били спречени да одустану од експеримента. Али неки од њих су осећали обавезу да остану због присуства експериментатора (ово су учесници изјавили након експеримента).

## Реплике и варијације
Према анализама које је објавио Томас Блас експерименти изведени на Јејлском универзитету поновљени су у неколико других градова у САД, у Немачкој, Италији, Аустрији, Јужној Африци, Јордану, Индији и Аустралији.
Степен послушности је био нешто виши него што је Милграм приказао у својој књизи из 1974. године, али нема доказа да су те разлике значајне. У САД је просечно било 61% послушних субјеката, а у другим државама око 66%. Могло би се према томе закључити да је послушност подједнако распрострањена у државама са различитим традицијама.
Милграмови основни налази потврђени су у неколико других истраживања у којима није коришћено кажњавање шоковима. Вршена су истраживања у болницама, где су субјекти били медицинске сестре које су добијале очигледно погрешне налоге о терапији пацијената за које су задужене. Прикупљени су и подаци о томе да се под утицајем ауторитета лакше доносе неетичке одлуке о пуштању у промет потенцијално опасног лека, док се, кад таквог притиска на одлучивање нема, одлуке заснивају на моралним уверењима појединца. Овој групи експеримената припада и скорашње истраживање обављено са италијанским студентима (Бокиаро и Зимбардо, 2010). У овој студији је стварним субјектима наложено да „ученика“ који је био сарадник експериментатора и пре почетка огледа очигледно неконцентрисан прекоревају све више и више за грешке које прави решавајући задатке са силогизмима. Укупно је било 15 различитих покуда које су се разликовале по својој тежини. Најблажа је била: „Више се потруди“, а најтежа: „Ти си стварно најглупља особа коју сам упознао“. Сарадник експериментатора је био у истој просторији са субјектом везаним за апарате који су наводно мерили његове физиолошке реакције што га је спречавало да напусти просторију. На покуде које је добијао због погрешних одговора реаговао је јасним знацима узнемирења, захтевима да му скину везе са апаратом, све до плача. Цела ситуација је за све стварне учеснике у експерименту била сасвим уверљива. У овим околностима, 30% субјеката је ишло до краја у покудама и у вређању ученика, послушно испуњавајући налоге експериментатора не обазирући се на знаке патње друге особе. Занимљиво је да су послушни субјекти, као и субјекти који су прекидали учешће у експерименту били под истим стресом, па се може закључити да стрес није кључни фактор у доношењу одлуке да се не следе налози ауторитета. Ова студија је у основи понављање једног холандског истраживања које је спроведено пре четврт века (Меус и Раијмакерс, 1986), а ниво послушности субјеката био је практично исти.

## Понављање и проширење експеримента
Милграмов експеримент послушности спровођен је више пута, при чему је његова основна процедура варирала. Укупно 636 испитаника тестирано је у 18 различитих понављаних експеримената и на тај начин идентификовано је који су то фактори који утичу на ниво послушности испитаника.
Неки од фактора од којих је послушност зависила су:
1. Униформа коју су извршиоци експеримента носили
2. Место на коме се експеримент одвијао
3. Физичко присуство ауторитета у току експеримента
4. Друштвена подршка.

Униформа: У једном од понављања експеримента доказано је да ће послушност опасти у колико су извршиоци експеримента обучени у свакодневну одећу, а не у сиве лабораторијске мантиле, као у оригиналној верзији. Милграм је ово понављање извео тако што је на самом почетку процедуре његов асистент обучен у лабораторијски мантил изашао, а улогу ауторитета је преузео други асистент који је био обучен у свакодневну одећу.
Место: Испитаници су веровали да је сама процедура сигурна јер се одвијала на универзитету Јејл, али су у току једног од понављања експеримента премештени у обичну канцеларију, што је показало да ће се ниво послушности смањити.
Друштвена подршка: Безусловна послушност ће опасти ако испитаници на својој страни имају бар још два наставника и ако се заједно супротставе вођи процедуре. Ово понављање је такође показало да се осећај одговорности за сопствене последице смањује ако се човек осећа као део веће организације.
Физичко присуство ауторитета у току експеримента: Када извршиоци експеримента дају инструкције и суфлирају асистентима из суседне просторије, послушност испитаника опада.